# Herbst-Seidelbast

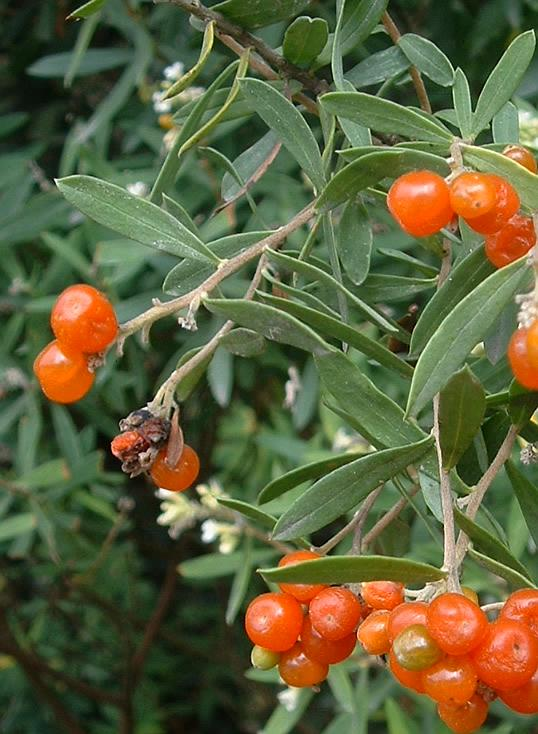
Beeren

Der Herbst-Seidelbast (Daphne gnidium) ist eine Pflanzenart aus der Gattung Seidelbast (Daphne) und gehört zur Familie der Seidelbastgewächse (Thymelaeaceae). Das Artepitheton „gnidium“ ist griechisch-lateinischer Herkunft und bezieht sich auf die kleinasiatische Stadt Knidos (kókkos knídios: Knidische Beere).

## Beschreibung
Der Herbst-Seidelbast ist ein immergrüner Strauch, der eine Wuchshöhe von etwa 0,6 bis zwei Meter erreicht. Während er im oberen Bereich reich beblättert ist, ist er im unteren Bereich beinahe kahl. Seine, besonders im unteren Teil verzweigten Äste sind nach oben gerichtet. Die glatten, zylindrischen Zweige laufen nach oben spitz zu. Sie sind braun berindet und bilden im oberen Bereich eine flaumige Behaarung aus. 
 Die einnervigen, kahlen, etwas ledrigen Blätter sind über die ganze Länge der Zweige dicht spiralig angeordnet. Sie entwickeln eine Länge von drei bis vier Zentimetern, ihre Breite variiert zwischen drei und sieben Millimetern. Die Blattform ist linealisch bis lanzettlich, die Blattspitze stachelspitzig ausgeprägt. Durch einen Wachsüberzug erscheinen die Blätter blaugrün. Einmal pro Jahr erneuern sie sich.
An den Zweigspitzen entwickeln sich zwischen Juni bis Oktober die zwittrigen Blüten des Herbst-Seidelbasts, die in einer endständigen Rispe zusammengefasst sind. Manche Florenwerke interpretieren den Blütenstand auch als einfache Traube. Die Einzelblüte besitzt einen weißbehaarten Blütenstiel. Die gelblichweiße, behaarte Blütenhülle wird vom Kelch gebildet. Kronblätter sind nicht vorhanden. Die vier Kelchblätter sind zu einer Kelchröhre verwachsen. Die vier ovalen Kelchlappen sind etwas kürzer als die Röhre. Staubblätter und Narben sind im Kelch verborgen. Auffallend ist der Duft der Blüten, der an Tee erinnert.
Die ledrigen, einsamigen steinfruchtartigen Diasporen des Herbst-Seidelbasts werden unter Beteiligung der Blütenachse gebildet. Manche Florenwerke interpretieren sie auch als Beeren. Sie sind eiförmig, unbehaart und kaum fleischig. Ihre Farbe ist zunächst leuchtend rot, später nimmt sie eine schwärzliche Tönung an.
Die Chromosomenzahl beträgt 2n = 18.

## Ökologie
Die Blüten des Herbst-Seidelbasts sind nach Kugler Stieltellerblumen mit verborgenen Geschlechtsorganen. Nektar wird am Grund der Kelchröhre aufbewahrt. Die Bestäubung erfolgt vor allem durch Bienenverwandte und Falter. Die Ausbreitung der Diasporen wird insbesondere endozoochor über Vögel sichergestellt.

## Vorkommen
Daphne gnidium kommt im gesamten Mittelmeerraum von den Kanaren bis Nordafrika vor. Er besiedelt  Pinienwälder, Macchie und Garigue in Höhenlagen von Meeresniveau bis 1000 Meter. In küstennahen Macchien und Trockengebüschen ist er besonders häufig anzutreffen.

## Systematik
Der Herbst-Seidelbast wurde 1753 von Carl von Linné in seinem Werk Species Plantarum Band 1 als Daphne gnidium erstbeschrieben. Das griechisch-lateinische Artepitheton „gnidium“ bezieht sich auf die kleinasiatische Stadt Knidos (kókkos knídios: Knidische Beere).
Als Synonyme gelten Laureola gnidium (L.) Samp., Mistralia gnidium (L.) Fourr. und Thymelaea gnidium (L.) All.  Als Unterart ist Daphne gnidium subsp. mauritanica (Nieto Fel.) Halda akzeptiert. Das Synonym von Daphne gnidium subsp. mauritanica lautet Daphne mauritanica Nieto Fel.

## Giftpflanze
Wie viele Seidelbaste ist auch der Herbst-Seidelbast stark giftig. Alle Teile, besonders jedoch Rinde und Samen weisen giftige Scharfstoffe auf, so beispielsweise Daphnetoxin. Bereits der Verzehr weniger Früchte kann zum Tode führen. Bei Berührung frisch abgetrennter Zweige können sich blasenartige Hautausschläge entwickeln. Seine Samen wurden früher als schlechte und überschüssige Körpersäfte abführendes Heilmittel verwendet.